# Barbaise
Barbaise est une commune française située dans le département des Ardennes, en région Grand Est.

## Géographie
|        | Gruyères | Touligny    |
| Jandun | Barbaise |             |
|        |          | Raillicourt |

Barbaise qui est située à une altitude de 209 m a une superficie totale de 7 km2 et est proche de Charleville-Mézières qui se trouve à environ 15 km au nord-est.

### Hydrographie
La commune est dans le bassin versant de la Meuse au sein du bassin Rhin-Meuse. Elle est drainée par le ruisseau de Barbileuse,.

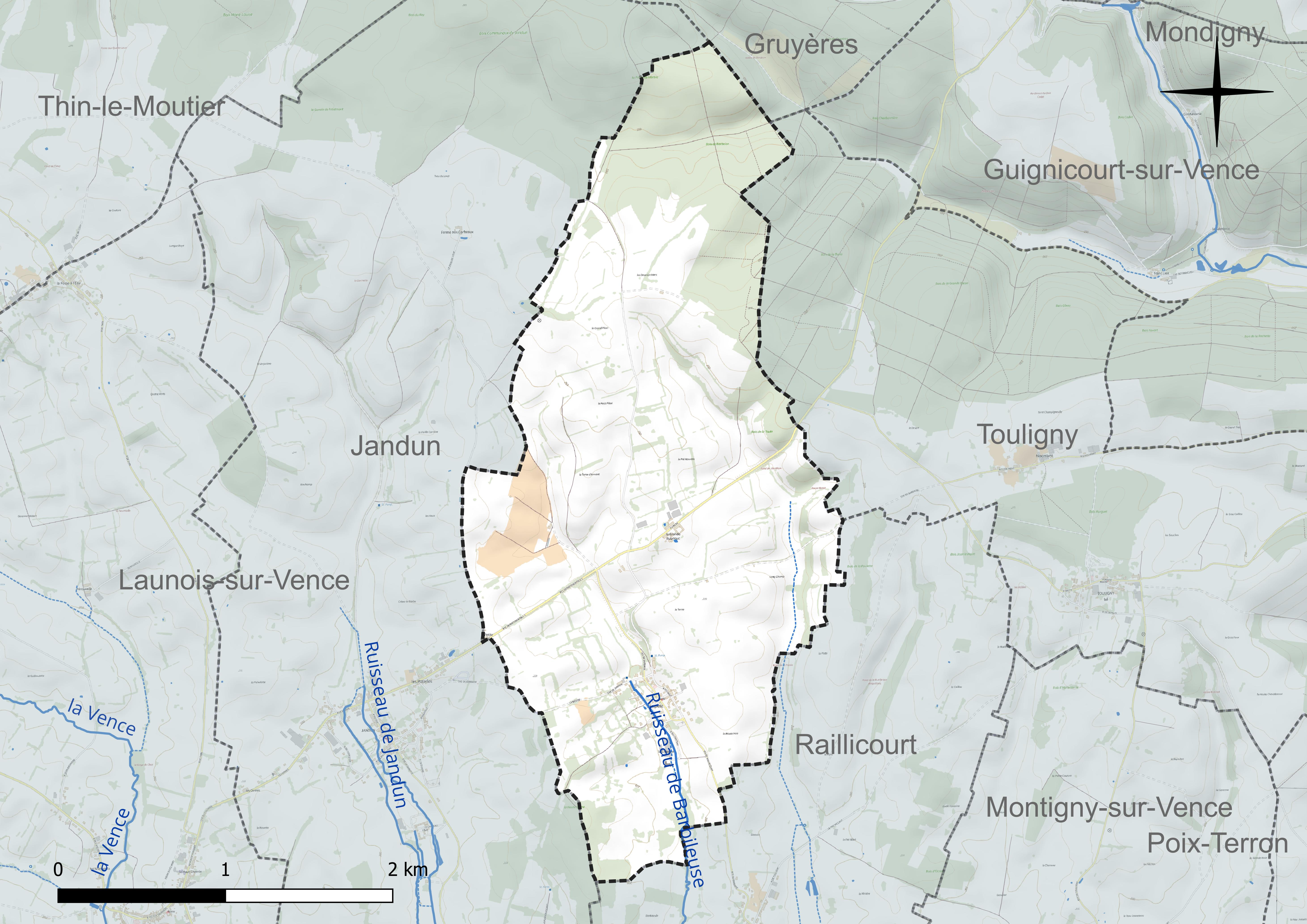
Réseaux hydrographique de Barbaise.

### Climat
Pour des articles plus généraux, voir Climat du Grand Est et Climat des Ardennes.
En 2010, le climat de la commune est de type climat de montagne, selon une étude du Centre national de la recherche scientifique s'appuyant sur une série de données couvrant la période 1971-2000. En 2020, Météo-France publie une typologie des climats de la France métropolitaine dans laquelle la commune est exposée à un climat océanique altéré et est dans la région climatique Nord-est du bassin Parisien, caractérisée par un ensoleillement médiocre, une pluviométrie moyenne régulièrement répartie au cours de l’année et un hiver froid (3 °C).
Pour la période 1971-2000, la température annuelle moyenne est de 9,7 °C, avec une amplitude thermique annuelle de 15,8 °C. Le cumul annuel moyen de précipitations est de 962 mm, avec 13,5 jours de précipitations en janvier et 9,7 jours en juillet. Pour la période 1991-2020, la température moyenne annuelle observée sur la station météorologique de Météo-France la plus proche, « Launois-sur-Vence_sapc », sur la commune de Launois-sur-Vence à 3 km à vol d'oiseau, est de 10,5 °C et le cumul annuel moyen de précipitations est de 889,5 mm. 
La température maximale relevée sur cette station est de 39,4 °C, atteinte le 25 juillet 2019 ; la température minimale est de −12,8 °C, atteinte le 7 février 2012,,.
Les paramètres climatiques de la commune ont été estimés pour le milieu du siècle (2041-2070) selon différents scénarios d'émission de gaz à effet de serre à partir des nouvelles projections climatiques de référence DRIAS-2020. Ils sont consultables sur un site dédié publié par Météo-France en novembre 2022.

## Urbanisme

### Typologie
Au 1er janvier 2024, Barbaise est catégorisée commune rurale à habitat dispersé, selon la nouvelle grille communale de densité à 7 niveaux définie par l'Insee en 2022.
Elle est située hors unité urbaine. Par ailleurs la commune fait partie de l'aire d'attraction de Charleville-Mézières, dont elle est une commune de la couronne,. Cette aire, qui regroupe 132 communes, est catégorisée dans les aires de 50 000 à moins de 200 000 habitants,.

### Occupation des sols
L'occupation des sols de la commune, telle qu'elle ressort de la base de données européenne d’occupation biophysique des sols Corine Land Cover (CLC), est marquée par l'importance des territoires agricoles (77,8 % en 2018), une proportion sensiblement équivalente à celle de 1990 (77,6 %). La répartition détaillée en 2018 est la suivante : 
prairies (65,9 %), forêts (13,6 %), terres arables (12 %), milieux à végétation arbustive et/ou herbacée (4,5 %), zones urbanisées (4,1 %). L'évolution de l’occupation des sols de la commune et de ses infrastructures peut être observée sur les différentes représentations cartographiques du territoire : la carte de Cassini (XVIIIe siècle), la carte d'état-major (1820-1866) et les cartes ou photos aériennes de l'IGN pour la période actuelle (1950 à aujourd'hui).

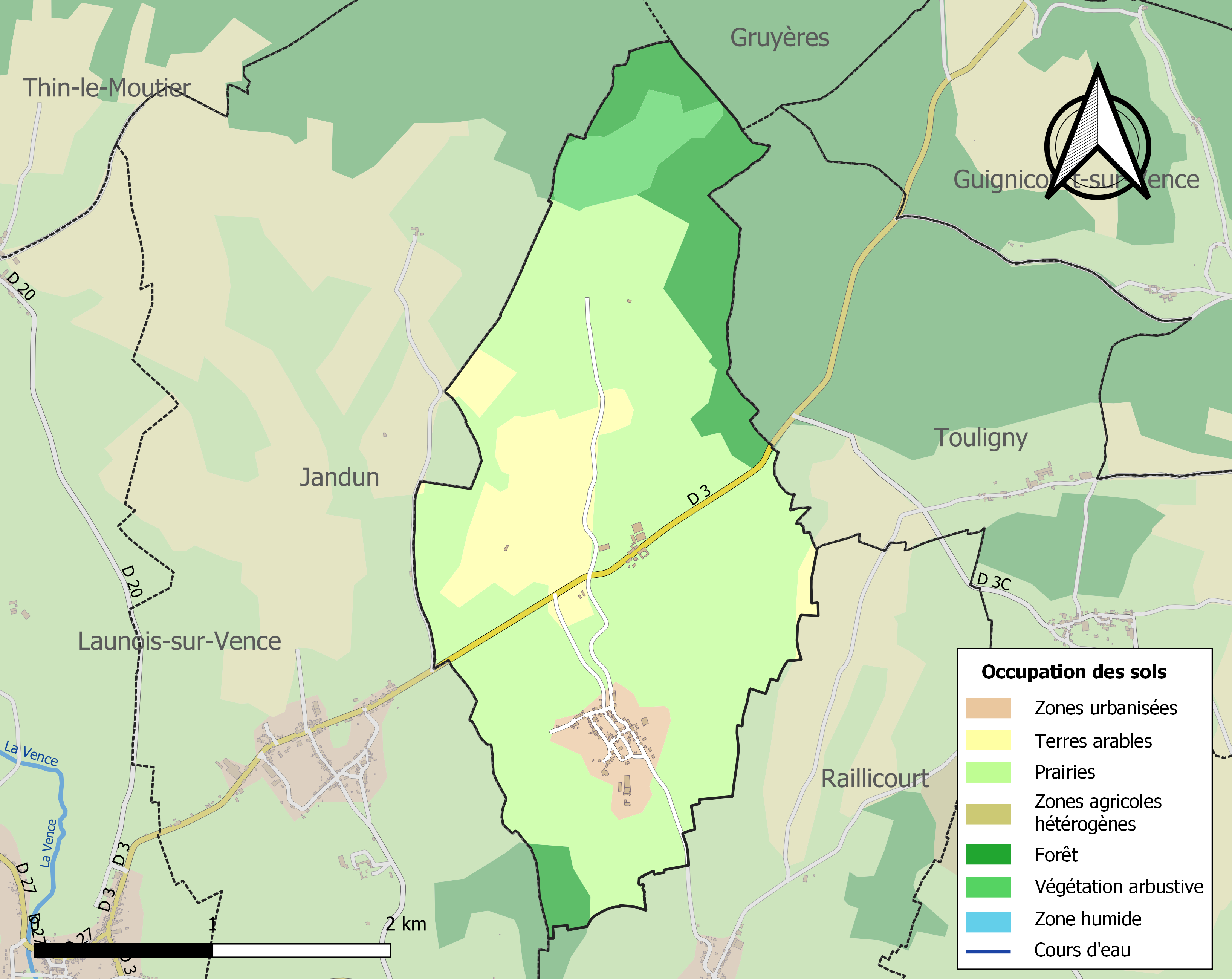
Carte des infrastructures et de l'occupation des sols de la commune en 2018 (CLC).

## Histoire
L'église du village a des plaques, l'une est gravée 
- Ci gist honnoré seigneur Anthoine de Villiez escuier seigneur de Barbaise et de Viller le Tourneur lequel deceda le 15e iour de mars 1614 priez pour lui et son ame  AET 68 avec un écu avec casque et lambrequin au 1 de Villiers au 2 de Champagne au 3 d'Allancourt et au 4 de Passavant. Une seconde
- Ci gît M. Bernard de Montmorillon comte de Lyon maitre du chœur vicaire général de M. le cardinal Tencin archevêque de Lyon âgé de 42 ans décédé le 27 xbre 1756 priez pour lui. Au XVIe siècle la seigneurie de Barbaise appartenait à la famille Boutillac puis à celle de Villiers qui possédait un château en bas du village.

## Politique et administration
| Période                                  | Période                   | Identité                                       | Étiquette | Qualité  |
| ---------------------------------------- | ------------------------- | ---------------------------------------------- | --------- | -------- |
| mars 1991                                | En cours (au 23 mai 2020) | Michel Bouquet, Réélu pour le mandat 2020-2026 | SE        | Retraité |
| Les données manquantes sont à compléter. |                           |                                                |           |          |

## Démographie
L'évolution du nombre d'habitants est connue à travers les recensements de la population effectués dans la commune depuis 1793. Pour les communes de moins de 10 000 habitants, une enquête de recensement portant sur toute la population est réalisée tous les cinq ans, les populations de référence des années intermédiaires étant quant à elles estimées par interpolation ou extrapolation. Pour la commune, le premier recensement exhaustif entrant dans le cadre du nouveau dispositif a été réalisé en 2008.

En 2022, la commune comptait 106 habitants, en évolution de +9,28 % par rapport à 2016 (Ardennes : −2,97 %, France hors Mayotte : +2,11 %).
| 1793 | 1800 | 1806 | 1821 | 1831 | 1836 | 1841 | 1846 | 1851 |
| ---- | ---- | ---- | ---- | ---- | ---- | ---- | ---- | ---- |
| 255  | 283  | 335  | 345  | 345  | 358  | 373  | 369  | 377  |

| 1866 | 1872 | 1876 | 1881 | 1886 | 1891 | 1896 | 1901 | 1906 |
| ---- | ---- | ---- | ---- | ---- | ---- | ---- | ---- | ---- |
| 306  | 292  | 279  | 243  | 219  | 205  | 200  | 184  | 184  |

| 1911 | 1921 | 1926 | 1931 | 1936 | 1946 | 1954 | 1962 | 1968 |
| ---- | ---- | ---- | ---- | ---- | ---- | ---- | ---- | ---- |
| 169  | 124  | 150  | 134  | 123  | 105  | 100  | 96   | 99   |

| 1975 | 1982 | 1990 | 1999 | 2006 | 2008 | 2013 | 2018 | 2022 |
| ---- | ---- | ---- | ---- | ---- | ---- | ---- | ---- | ---- |
| 86   | 67   | 69   | 106  | 105  | 105  | 92   | 104  | 106  |

## Lieux et monuments
- Église Sainte-Anne de Barbaise.

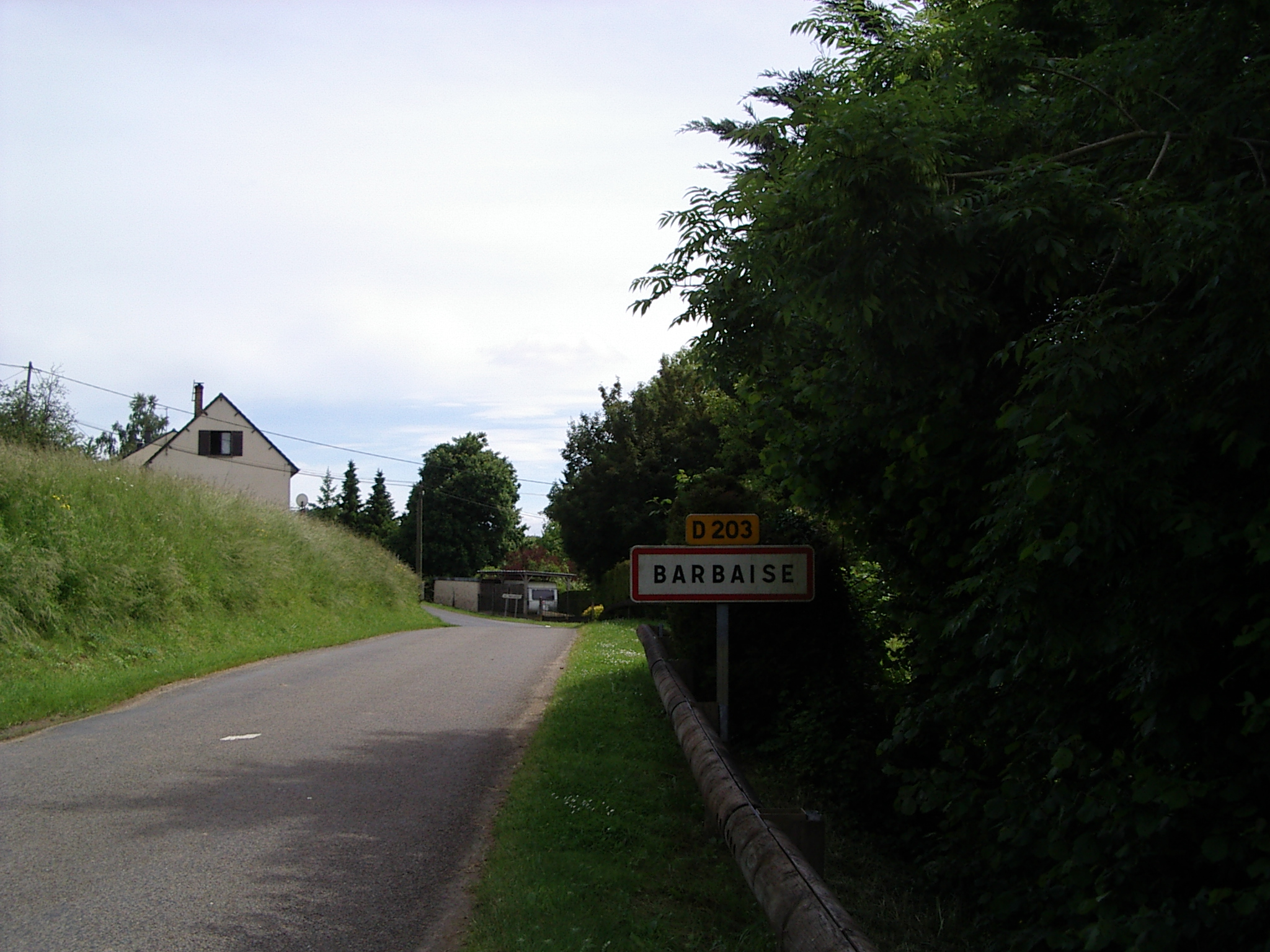
Borne limite.
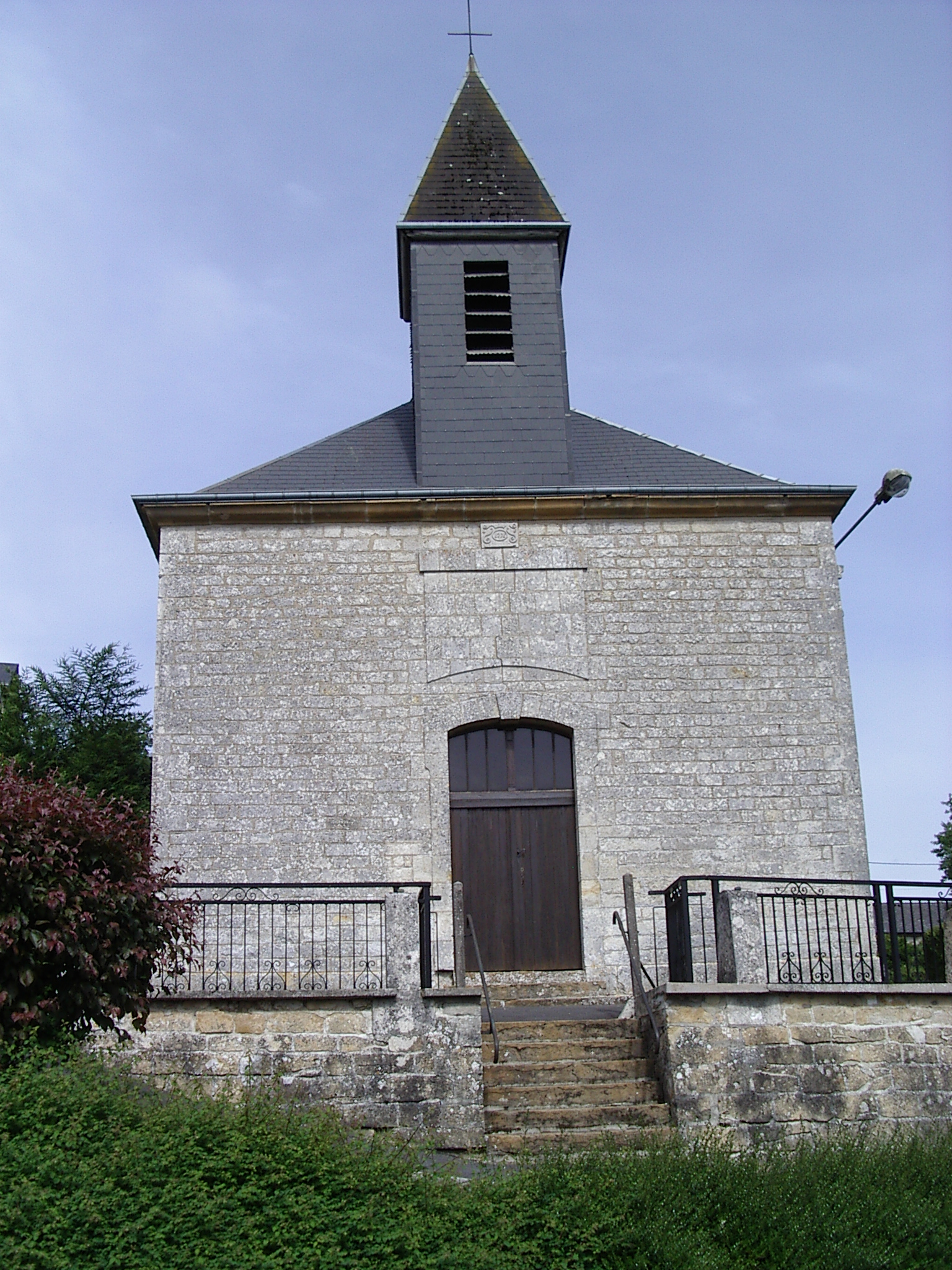
Église (façade).
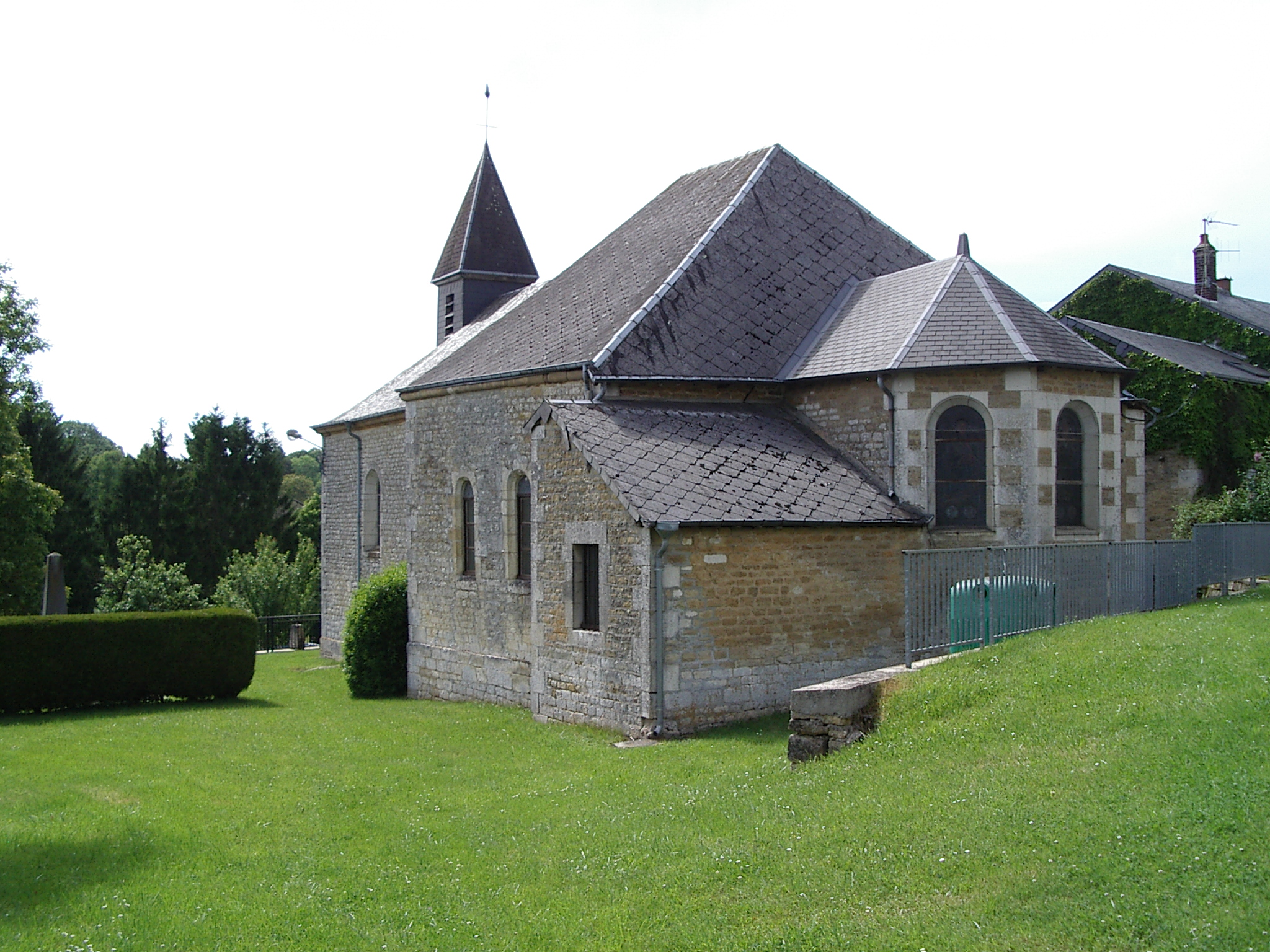
Église.
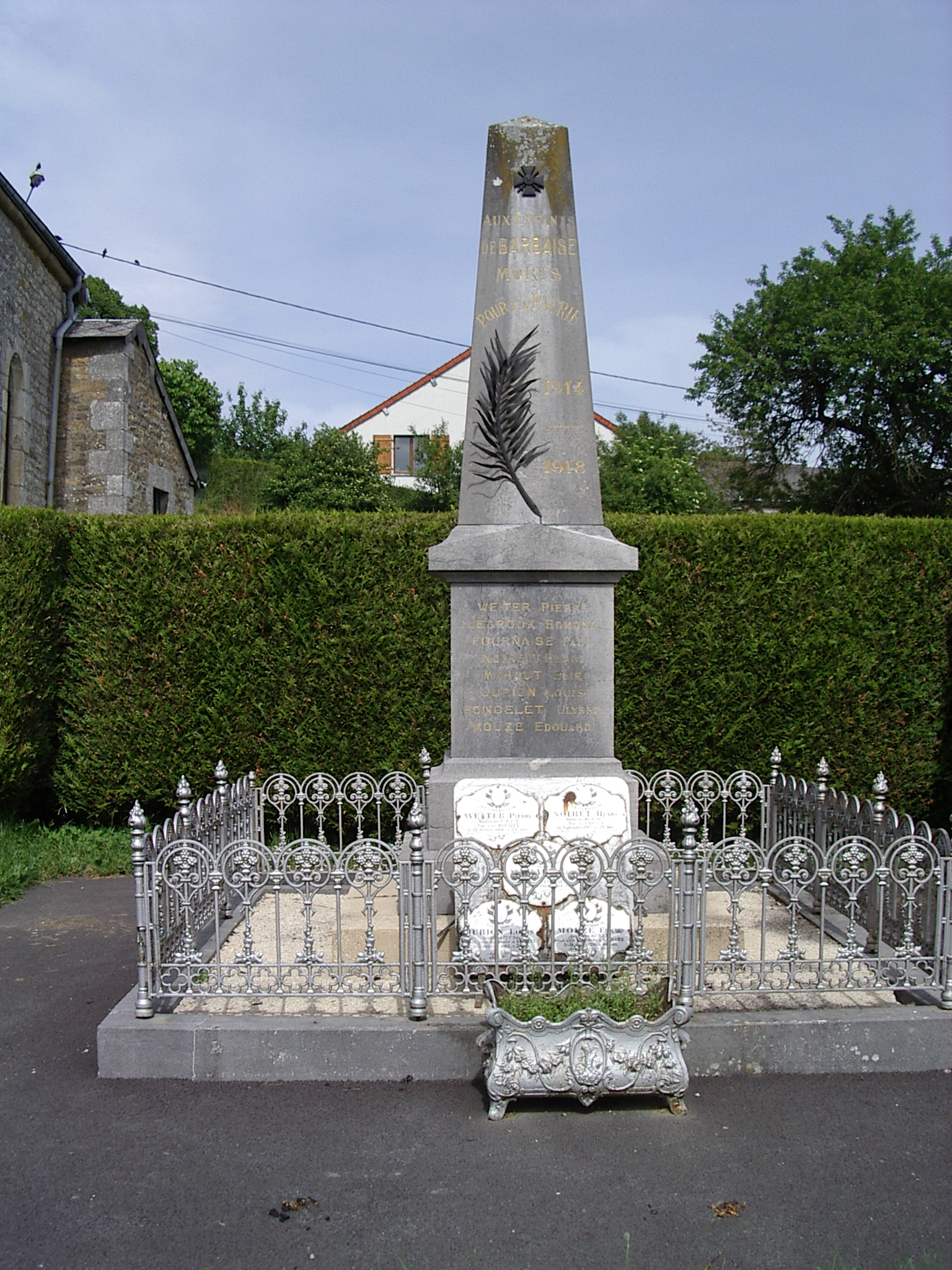
Monument aux morts.